# Сельдь Кесслера
Сельдь Кесслера, или черноспи́нка, или бе́шенка, или веселка, или зало́м (лат. Alosa kessleri) — вид лучепёрых рыб семейства сельдевых.

## Таксономия
Некоторые источники выделяют два подвида кесслеровской сельди — Alosa kessleri kessleri (собственно кесслеровская сельдь) и Alosa kessleri volgensis (волжская сельдь), в других волжскую сельдь выделяют в самостоятельный вид Alosa volgensis, тем самым отождествляя Alosa kessleri и Alosa kessleri kessleri. Ранее подвидом кесслеровской сельди считался также вид Alosa pontica. Название «бешенка» она получила за то, что во время нереста сильно плещется в воде. Название «залом» получено ею, вероятно, по способу засаливания в бочках: крупная сельдь не помещалась в бочку целиком, и её складывали надвое, «заламывали». Латинское название — сельдь Кесслера — получила в честь Карла Кесслера, описавшего её в своей книге «О сельдеобразных рыбах, встречающихся в Волге» в 1870 году.

## Ареал
Распространена в Каспийском море, за исключением залива Кара-Богаз-Гол. На нерест входит в Волгу и реже в Урал. Небольшая часть нерестового косяка проходит через рыбоподъёмник Волжской ГЭС.

## Описание

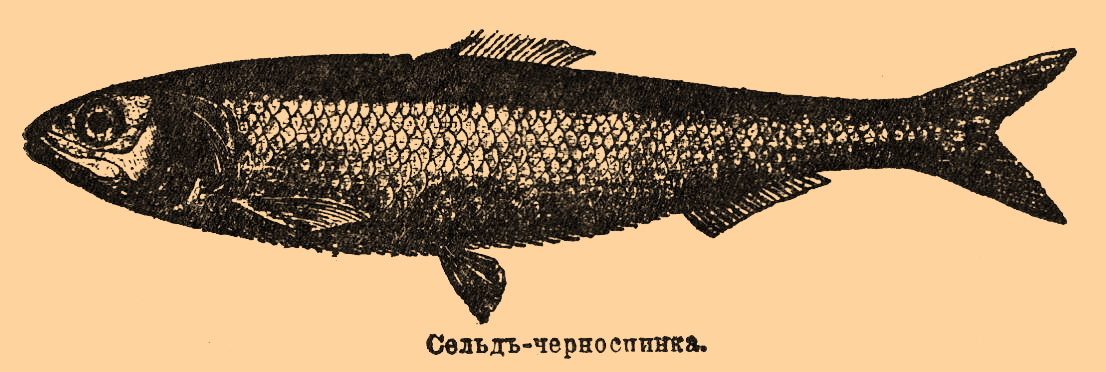
Изображение бешенки из словаря Брокгауза и Эфрона

Это самая крупная из волжских сельдей, её средняя длина — 36—44 см, может достигать длины 52 см, масса до 2 кг.
Окраска спины чёрная или чёрно-фиолетовая. Тело толстое, заметно вальковатое, с особенно удлинённой хвостовой частью, в большинстве случаев несколько пригнутой вниз. Голова и грудные плавники чёрные. Нижняя челюсть с небольшим бугорком, несколько выдаётся вперёд при раскрытом рте. Высота головы составляет 7/9 её длины. Жаберные крышки округлённые с малозаметными веерообразными бороздками на крышечной части. На межчелюстных, верхне- и нижнечелюстных костях находятся хорошо развитые зубы. Жаберных тычинок более 90, чаще 120—130, они толстые, неровные, длинные и своими внешними концами образуют волнистую линию.
Брюхо сжатое с боков. На брюхе имеется сильно выраженный киль от горла до начала анального плавника. Голова несжатая с боков. На глазах жировые веки. Рот большой, конец верхней челюсти заходит за вертикаль середины глаза. На челюстях и нёбных костях, а также на языке хорошо развиты зубы. Жаберные тычинки у крупных рыб грубые и толстые, часть из них может быть обломана, у мелких рыб тычинки тоньше, короче или чуть длиннее жаберных лепестков.
В спинном плавнике 16—20 лучей (в среднем 18; первых 3—4 луча неветвистые); в анальном 19—23 (в среднем 21; первых 3 луча неветвистые); чешуй вдоль бока тела 53—55; позвонков 47—50 (в среднем 49).
Окраска тела чёрная, весной тёмно-фиолетовая; голова сверху и грудные плавники тёмные, конец рыла основание грудных плавников почти чёрные; позади жаберной крышки сверху с каждой стороны обычно расположено по тёмному пятну, на боках изредка по ряду таких же пятен.

## Биология

### Размножение и жизненный цикл
Это проходная рыба, которая живёт в море и заходит в реки Волга и Урал только для нереста. Нерест протекает с мая по август, пик приходится на июнь, когда температура воды составляет 14—22 °С. Черноспинка мечет икру в толщу воды как в русле реки, так и затонах и воложках с медленным течением. Обычно икрометание происходит в первой половине дня. После вымета икра распределяется в потоке воды течением. Больше всего икринок скатывается к середине реки с небольшим сдвигом к намывному берегу. В придонном слое воды оказывается примерно 56 % икры. Характер ската личинок сельди напоминает скат икринок, 53,2 % попадается у дна.
После строительства Волгоградской ГЭС бешенка нерестится в нижнем течении Волги — от Астрахани до Волгограда, массовое икрометание наблюдается на ограниченной акватории (от Чёрного Яра до Светлого Яра). Часть нерестового косяка поднимается с помощью рыбоподъёмника и вымётывает икру в сохранившемся естественном русле реки вблизи Саратовской ГЭС. Сельдь Кесслера в течение жизни нерестится до четырёх раз. Массовой гибели после нереста не происходит. Плодовитость самок составляет 60—300 тысяч, в среднем 200 тысяч икринок.
Икра крупная (2,5—4,1 мм) полупелагическая с большим перивителлиновым пространством (22—33 % диаметра икринки). Желток без жировой капли. Самки мечут икру тремя порциями с интервалом в 1 — 1,5 недели. В зависимости от температуры развитие икринок длится 42—56 часов. Длина предличинок при выклеве 3,8—4,5 мм, ко времени рассасывания желтка — 6,4—8,0 мм.
Сельди Кесслера достигают половой зрелости при длине 22 до 46 см, в среднем 31—35 см, и массе — 170—1200 г, в среднем 430—560 г, в возрасте 3, реже 4 года. Продолжительность жизни 7—8 лет. В промысловых уловах преобладают рыбы возрастом 3—5 лет.
| Возраст, годы  | 1      | 2         | 3         | 4         | 5         | 6         |
| -------------- | ------ | --------- | --------- | --------- | --------- | --------- |
| Длина тела, см | 9,6—10 | 18,3—19,4 | 26,7—28,9 | 31,2—33,8 | 33,4—35,3 | 34,4—36,4 |

### Питание
Бешенка питается в основном в море. Этим хищникам пищей служат мелкие рыбы (кильки, атерины, бычки), ракообразные и личинки насекомых. В желудках ходовой сельди попадаются планктонные рачки, растительный детрит и молодь рыб. После нереста сельди начинают активно питаться нектобентическими формами ракообразных (мизидами и амфиподами).
На сельдей Кесслера охотятся хищные рыбы: белуга, судак, сом, иногда тюлени и птицы (баклан, белая цапля и птицы из семейства чайковых).

### Миграции

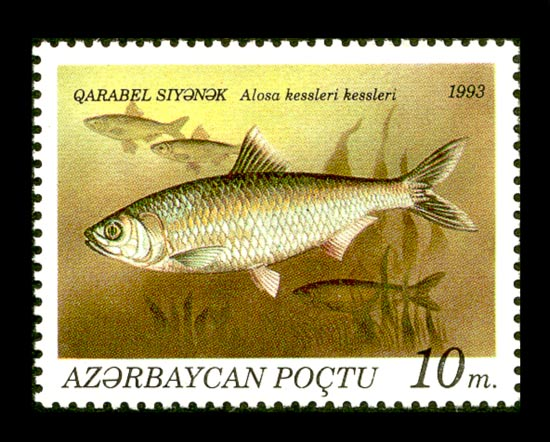
Сельдь Кесслера на азербайджанской почтовой марке

Черноспинка зимует в Южном Каспии, где температура поверхностного слоя воды не опускается ниже 8 °С. Нерестовый ход протекает в основном вдоль западных берегов Каспия в середине — конце марта. В Среднем Каспии сельдь появляется в начале апреля, когда вода прогреется до 9—13 °С. Рыбы мигрируют на небольшом удалении от берегов Азербайджана и Дагестана. В Северный Каспий они приходят в начале апреля (температура воды 6—8 °С). До конца июня продолжается подход к предустьям Волги и Урала. В дельте Волги бешенка появляется в начале апреля, пик хода наблюдается в конце апреля — начале мая при температуре воды 9 °С. Миграция заканчивается в конце июня. Во второй половине мая сельдь подходит к плотине Волгоградской ГЭС, здесь нерестовый ход заканчивается в конце июля — начале августа. Часть скопившейся у плотины сельди пропускают через рыбоподъёмник в Волгоградское водохранилище, откуда она поднимается к Саратовской плотине. В настоящее время в Волге осенью попадается покатная сельдь, хотя раньше, до зарегулирования стока Волги, вся отнерестившаяся сельдь к осени возвращалась в море. Молодь бешенки скатывается в море в течение трёх — четырёх месяцев и появляется в Северном Каспии уже в июле. Из Северного Каспия сеголетки откочёвывают на юг, где они остаются до созревания.

## Взаимодействие с человеком
Ценная промысловая рыба; на численности вида отрицательно сказывается строительство гидротехнических сооружений, в конце XIX века заготавливалась в больших количествах под названием астраханская сельдь. Общий улов по всему Каспию в 1965—1975 годах колебался от 0,2 до 1,3 тысячи тонн. Черноспинку добывают в основном во время нерестового хода в дельте Волги. В Северном Каспии лов прекращён полностью с 1965 года из-за большого прилова молоди ценных промысловых рыб. Сельдь промышляют неводами, изредка ставными сетями (под плотиной Волгоградской ГЭС). Залом высоко ценится по своим пищевым качествам. Содержание жира весной около 19 % (Азербайджан) и 11—18 % (дельта Волги). Рыбу солят, иногда коптят. Международный союз охраны природы присвоил виду охранный статус «Вызывающий наименьшие опасения».